# Bischr ibn al-Muʿtamir
Bischr ibn al-Muʿtamir, mit vollem Namen Abū Sahl Bischr ibn al-Muʿtamir al-Hilālī (arabisch ابو سهل بشر بن المعتمر الهلالي, DMG Bišr ibn al-Muʿtamir, gest. 825) war ein Kalām-Gelehrter und Begründer des Bagdader Zweigs der Muʿtazila. Seine Anhängerschaft wird in der islamischen Doxographie als Bischrīya bezeichnet.

## Leben
Bischr stammte aus einer persischen Familie. Als Geburtsort wird unterschiedlich Kufa, Bagdad oder Basra angegeben. In die muʿtazilitische Lehre wurde er in Basra durch zwei Schüler des Wāsil ibn ʿAtā' (gest. 748) eingeführt. Seinen Lebensunterhalt verdiente er als Sklavenhändler. Während des Kalifats von Hārūn ar-Raschīd stand Bischr in einem engen Verhältnis zu dem Barmakiden Fadl ibn Yahyā. Wie bei einigen anderen Muʿtaziliten verband sich seine theologische Ausrichtung mit einer politischen Sympathie für die Aliden. Aufgrund dieser Einstellung wurde er von dem abbasidischen Kalifen Hārūn ar-Raschīd eine Zeitlang eingesperrt. Im Jahre 817 erscheint er im Umfeld des Kalifen al-Ma'mūn wieder. Er gehörte zu den Unterzeichnern des Dokuments, das den Aliden ʿAlī ibn Mūsā ar-Ridā zum Erben des Kalifats erklärte. Als Hoftheologe stand er in einem rivalitären Verhältnis zu dem Muʿtaziliten Abū l-Hudhail, der ihn um 820 schließlich ganz am Hof verdrängte.  
Im Gegensatz zu den anderen Muʿtaziliten war Bischr auch ein Dichter. Zwei Qasīden haben sich in dem Kitāb al-Ḥayawān von al-Dschāhiz erhalten. Bischr benutzte die Dichtung vor allem zur polemischen Widerlegung von gegnerischen Gruppen außerhalb und innerhalb des Islams. Auch muʿtazilitische Gegner wie an-Nazzām griff er auf diese Weise an. In einem Heft (ṣaḥīfa) hat er über die soziopsychologischen Grundlagen erfolgreicher Argumentation reflektiert. Der Text wird in einer anderen Schrift von al-Dschāhiz zitiert und kommentiert. Ansonsten hat sich keine Schrift von Bischr erhalten. Wie viele andere Muʿtaziliten zog Bischr in seiner Argumentation nie Hadithe heran, sondern argumentierte immer nur mit dem Koran.

## Lehre
Auf der Ebene der Lehre war Bischr vor allem für seine Theorie des tawallud ("Erzeugung") bekannt. Damit war die Auslösung von Geschehensketten durch das Handeln des Menschen gemeint. Unter Verwendung dieses Konzepts lehrte Bischr, dass alles, was auch immer aus der Handlung eines Menschen hervorgeht, ebenfalls seine Handlung sei. Auf diese Weise wurde der Mensch neben Gott zu einem zweiten Autor der Veränderung gemacht. Muhammad al-Schahrastani gibt seine Lehre zu diesem Punkt, wie folgt, wieder: "Er glaubte, dass die Farbe, der Geschmack, der Geruch und alles Innewerden von Seiten des Gehörs und des Gesichtes möglicherweise als etwas durch Thun des Einen im Anderen Erzeugtes entstehe, sobald die Ursachen davon aus dem Thun desselben stammten." Nach Abū l-Hasan al-Aschʿarī zog Bischr allein bei Leben und Tod die Grenzen der Autorschaft menschlichen Handelns. Er lässt ihn sagen: "Der Schöpfer hat die Macht, dem Menschen Macht über die Farben, die Geschmäcke, die Gerüche, Hitze und Kälte, Feuchtigkeit und Trockenheit zu verleihen. Er hat dies auch schon getan. Jedoch kann er ihnen keineswegs Macht über Leben und Tod verleihen."
Eine weitere zentrale Idee in seiner Lehre war die Vorstellung vom göttlichen Gnadenerweis (luṭf). Sie nimmt ihren Ausgangspunkt von der koranischen Aussage in Sure 10:99: "Und wenn Dein Herr wollte, würden die, die auf der Erde sind, alle zusammen gläubig werden." Dies verstand Bischr so, dass Gott grenzenlose Freiheit besitzt, Menschen als Gläubige auf den Weg des Heils zu führen oder als Ungläubige dem Unheil preiszugeben. Wenn er sie auf den Weg des Glaubens führt, tut er dies allein aus einem Gnadenerweis. Zu diesem Gnadenerweis ist er aber nicht verpflichtet. Bischr sah auch keine Pflicht bei Gott, für das Heilsamste (al-aṣlaḥ) zu sorgen, "denn es gäbe keine Gränze für das, was von dem Heilsamen in seiner Macht stehe, es gäbe also kein Heilsamstes, das nicht ein noch Heilsameres über sich habe". Es sei nur die Pflicht Gottes, dem Menschen Handlungsfreiheit zu verleihen, und durch die Entsendung von Propheten den Vorwand für den Unglauben zu beseitigen.
Hinsichtlich der unter seinen muʿtazilitischen Kollegen strittigen Atomismus-Frage enthielt er sich des Urteils. Bei einem späteren Autor wird er mit den Worten zitiert: "Wir äußern uns nicht darüber und wissen auch nicht, ob die Teilung (der Körper) endlich ist oder nicht; denn beide Auffassungen haben ihre Schwäche. Das Wissen darüber liegt allein bei Gott.
In politischer Hinsicht war Bischr Zaidit. Als solcher war er von der Überlegenheit von ʿAlī ibn Abī Tālib gegenüber allen anderen Prophetengefährten überzeugt. ʿAlīs Vortrefflichkeit ergab sich für ihn aus einer Kombination verschiedener Faktoren: frühe Bekehrung zum Islam (sābiqa), Tapferkeit und Weltverzicht.
Bekannte Schüler von Bischr waren Abū Mūsā al-Murdār, Thumāma und Ahmad ibn Abī Duʾād, der Ober-Qādī des Kalifen al-Mu'tasim bi-'llāh, der die Mihna durchsetzte.